# 史氏楔樱蛤
史氏楔樱蛤（学名：Cadella smithi），是帘蛤目樱蛤科楔樱蛤属的一种。主要分布于中国大陆，常栖息在潮下带至30米。